# 完颜合周
完颜合周（?—?），一名完颜永锡，女真族，姓完颜。金哀宗时参知政事。
贞祐二年（1214年），完颜合周为元帅左监军，兼知真定府事。贞祐三年（1215年），领中山府、真定府、保州、涿州等兵救援中都（今北京），未至，被蒙古军击败，溃逃而归。被金宣宗削除官爵。贞祐四年（1216年），任御史大夫权尚书右丞，总兵陕西，领兵赴陕西拒蒙古军。驻兵滞留渑池，怠误时日，至京兆府（今陕西西安），畏惧蒙古兵，避而不战，拥兵不出，蒙古军破潼关，直抵汴京城郊。兴定元年（1217年），以罪责免死夺爵除名。兴定三年（1219年），复起。金哀宗正大四年（1227年），奉使与蒙古军议和。天兴元年（1232年），权参知政事。因其曾以“而”作“儿”，故人称“雀儿参政”。汴京（今河南开封）被包围，完颜合周奉诏于汴京括粟，暴虐京城。